# Taman
Taman (en rus Тама́нь) és un poble (stanitsa) del raion de Temriuk del krai de Krasnodar. El 2010 la seva població era de 10.027 habitants.

## Geografia

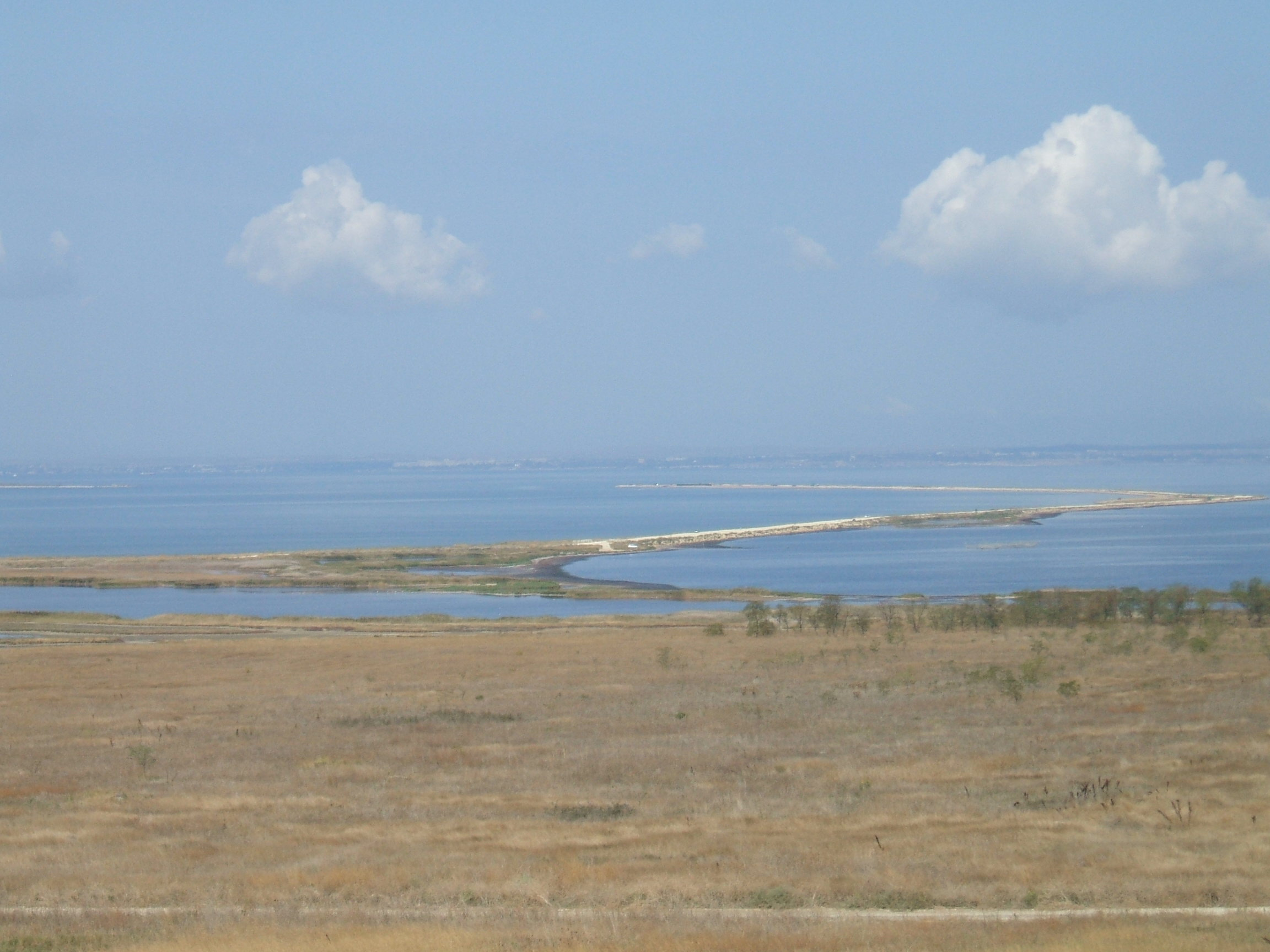
Dic al cap de Tuzla

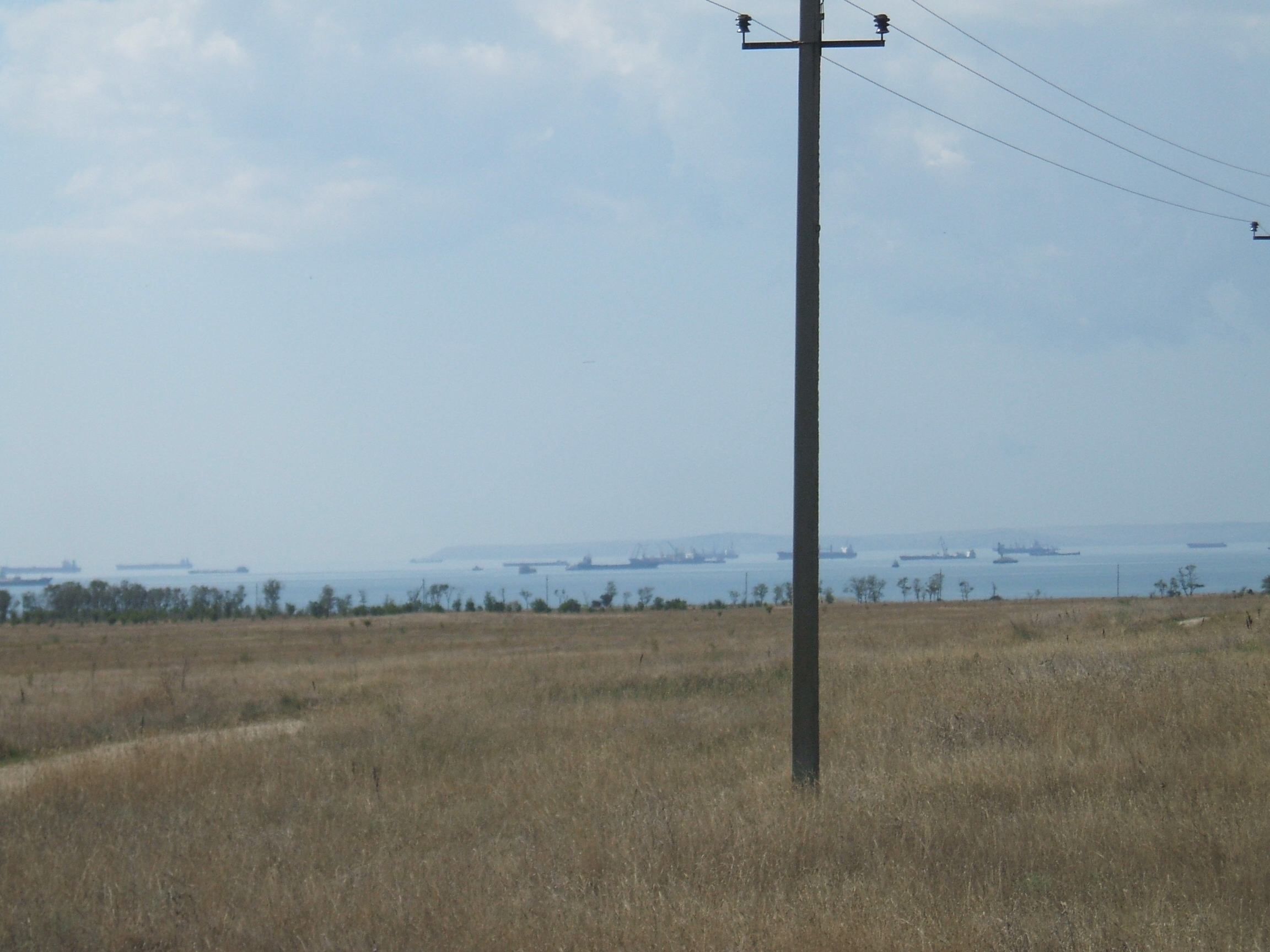
Sortida a la mar Negra des de l'estret de Kertx

Està ubicada a l'oest de la península de Taman (sovint la península és anomenada simplement com a Taman), a la costa de la badia de Taman, que es troba a les aigües de l'estret de Kertx.

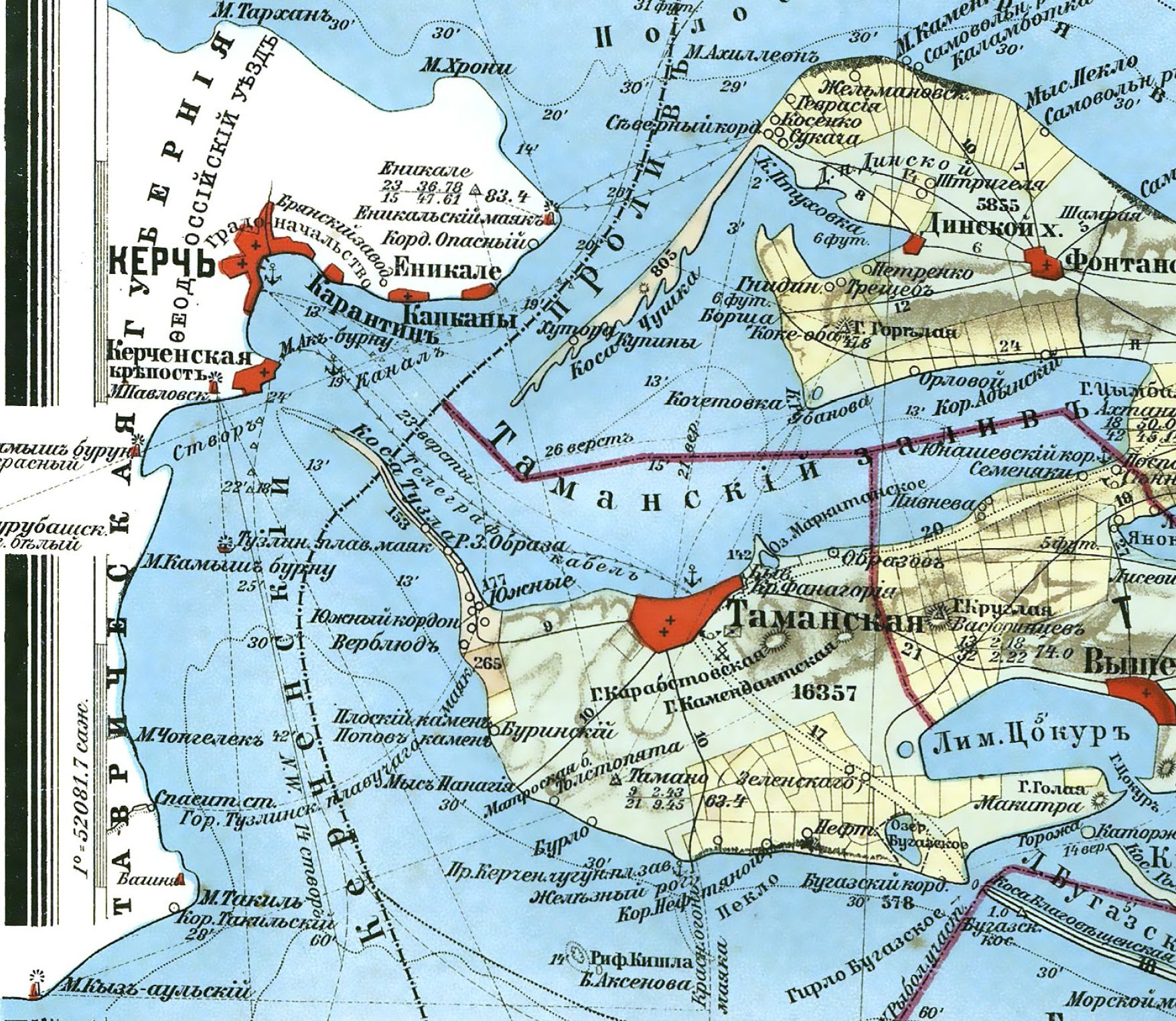